# Albanska Superliga
Albanska Superliga (alb: Kategoria superiore) je najveće nogometno ligaško natjecanje u Albaniji, osnovana je 1930. godine pod imenom Kategoria e Pare ("Prva divizija").
U početcima lige, natjecalo se 6 momčadi. U sezoni 1998./99. postala je 'Kategoria superiore' sa 16 momčadi; u sezoni 1999./00. taj je broj smanjen na 14. Od sezone 2006./07., u Albanskoj Superligi igra 12 momčadi, a od sezone 2014./15. igra se prvenstvo s 10 momčadi.

## Povijest
Albanska Superliga je osnovana 1930. godine. Najviše naslova prvaka, njih 23 je osvojio klub KS Dinamo Tirana.

## Pobjednici
| - 1930.: SK Tirana - 1931.: SK Tirana - 1932.: SK Tirana - 1933.: Skënderbeu Korçë - 1934.: SK Tirana - 1935.: nije održano - 1936.: SK Tirana - 1937.: SK Tirana - 1938. – 1944.: nije održano - 1945.: Vllaznia Skadar - 1946.: Vllaznia Skadar - 1947.: KF Partizani Tirana - 1948.: KF Partizani Tirana - 1949.: nije održano - 1950.: Dinamo Tirana - 1951.: Dinamo Tirana - 1952.: Dinamo Tirana - 1953.: Dinamo Tirana - 1954.: KF Partizani Tirana - 1955.: Dinamo Tirana - 1956.: Dinamo Tirana | - 1957.: Dinamo Tirana - 1958.: KF Partizani Tirana - 1959.: KF Partizani Tirana - 1960.: Dinamo Tirana - 1961.: KF Partizani Tirana - 1962.: nije održano - 1962./63.: KF Partizani Tirana - 1963./64.: KF Partizani Tirana - 1964./65.: 17 Nëntori Tirana - 1965./66.: 17 Nëntori Tirana - 1966./67.: Dinamo Tirana - 1967./68.: 17 Nëntori Tirana - 1968./69.: nije održano - 1969./70.: 17 Nëntori Tirana - 1970./71.: Dinamo Tirana - 1971./72.: Vllaznia Skadar - 1972./73.: Dinamo Tirana - 1973./74.: Vllaznia Skadar - 1974./75.: Dinamo Tirana - 1975./76.: Dinamo Tirana - 1976./77.: Dinamo Tirana | - 1977./78.: Vllaznia Skadar - 1978./79.: KF Partizani Tirana - 1979./80.: Dinamo Tirana - 1980./81.: KF Partizani Tirana - 1981./82.: 17 Nëntori Tirana - 1982./83.: Vllaznia Skadar - 1983./84.: Labinoti Elbasan - 1984./85.: 17 Nëntori Tirana - 1985./86.: KF Partizani Tirana - 1986./87.: KF Partizani Tirana - 1987./88.: 17 Nëntori Tirana - 1988./89.: 17 Nëntori Tirana - 1989./90.: Dinamo Tirana - 1990./91.: Flamurtari Vlora - 1991./92.: Vllaznia Skadar - 1992./93.: KF Partizani Tirana - 1993./94.: Teuta Drač - 1994./95.: KF Tirana - 1995./96.: KF Tirana - 1996./97.: KF Tirana - 1997./98.: Vllaznia Skadar | - 1998./99.: KF Tirana - 1999./00.: KF Tirana - 2000./01.: Vllaznia Skadar - 2001./02.: Dinamo Tirana - 2002./03.: KF Tirana - 2003./04.: KF Tirana - 2004./05.: KF Tirana - 2005./06.: KS Elbasani - 2006./07.: KF Tirana - 2007./08.: Dinamo Tirana - 2008./09.: KF Tirana - 2009./10.: Dinamo Tirana - 2010./11.: Skënderbeu Korçë - 2011./12.: Skënderbeu Korçë - 2012./13.: Skënderbeu Korçë - 2013./14.: Skënderbeu Korçë - 2014./15.: Skënderbeu Korçë - 2015./16.: Skënderbeu Korçë - 2016./17.: FK Kukësi - 2017./18.: Skënderbeu Korçë - 2018./19.: KF Partizani Tirana |

## Prvaci i viceprvaci
| Klub            | Prvaci | Viceprvaci | Osvojena prvenstva |
| --------------- | ------ | ---------- | --- |
| Tirana          | 24     | 13         | 1911., 1930., 1931., 1932., 1934., 1936., 1937., 1939., 1942., 1964./65., 1965./66., 1968., 1969./70., 1981./82., 1984./85., 1987./88., 1988./89., 1994./95., 1995./96., 1996./97., 1998./99., 1999./00., 2002./03., 2003./04., 2004./05., 2006./07., 2008./09. |
| Dinamo          | 18     | 9          | 1950., 1951., 1952., 1953., 1955., 1956., 1960., 1966./67., 1972./73., 1974./75., 1975./76., 1976./77., 1979./80., 1985./86., 1989./90., 2001./02., 2007./08., 2009./10.                                                                                        |
| Partizani       | 16     | 21         | 1947., 1948., 1949., 1954., 1957., 1958., 1959., 1961., 1962./63., 1963./64., 1970./71., 1978./79., 1980./81., 1986./87., 1992./93., 2018./19. |
| Vllaznia Skadar | 9      | 11         | 1940., 1945., 1946., 1971./72., 1973./74., 1977./78., 1982./83., 1991./92., 1997./98., 2000./01. |
| Skënderbeu      | 8      | 3          | 1933., 2010./11., 2011./12., 2012./13., 2013./14., 2014./15., 2015./16., 2017./18. |
| Elbasani        | 2      | 1          | 1983./84., 2005./06. |
| Flamurtari      | 1      | 7          | 1990./91. |
| Teuta           | 1      | 6          | 1993./94. |
| Kukësi          | 1      | 5          | 2016./17. |
| Besa            | -      | 2          | - |
| Luftëtari       | -      | 1          | - |
| Tomori          | -      | 1          | - |

1. 1 2  Ako uzmemo u obzir nepriznate sezone iz 2. svj. rata, Tirana ima 26, a Vllaznia 10 naslova prvaka.
2. ↑  Ova sezonu AFA, osnovana 1930., još uvijek ne priznaje.
3. 1 2 3  AFA ne priznaje naslov

## Klubovi u sezoni 2014./15.
| Momčad              | Grad    | Stadion                  | Kapacitet |
| ------------------- | ------- | ------------------------ | --------- |
| KF Apolonia Fier    | Fieri   | Stadiumi Apolonia        | 6 800     |
| KS Elbasani         | Elbasan | Elbasan Arena            | 18 000    |
| KS Flamurtari Vlorë | Vlorë   | Stadiumi Flamurtari      | 13 000    |
| KS Kukësi           | Kukës   | Stadiumi Zeqir Ymeri     | 10 000    |
| KF Laçi             | Laç     | Stadiumi Laçi            | 11 000    |
| KF Partizani Tirana | Tirana  | Stadiumi Qemal Stafa     | 20 000    |
| KS Skënderbeu Korçë | Korçë   | Stadiumi Skënderbeu      | 12 000    |
| KS Teuta Drač       | Drač    | Stadiumi Niko Dovana     | 13 000    |
| KF Tirana           | Tirana  | Stadiumi Selman Stërmasi | 12 500    |
| KS Vllaznia Shkodër | Shkodër | Stadiumi Loro-Boriçi     | 16 000    |

## Vanjske poveznice
- FutbolliShqiptar.net(alb.)
- Albanske nogometne vijesti(alb.)(engl.)
- Albania Sport(alb.)
- Neslužbena stranica albanskog nogometa(engl.)
- Shqiperia-Futboll(alb.)